# طعم عشق
طعم عشق (انگلیسی: Taste of Love؛‏ کره‌ای: 연애의맛) یک ریلتی شوی محصول کره جنوبی است. فصل اول از ۱۶ سپتامبر ۲۰۱۸ تا ۲۱ فوریه ۲۰۱۹، پنجشنبه‌ها ساعت ۲۳:۰۰ (کی‌اس‌تی) از تی‌وی چوسان پخش شد. فصل ۲ از ۲۳ مه تا ۱۹ سپتامبر ۲۰۱۹ و فصل ۳ از ۲۴ اکتبر تا ۱۹ دسامبر ۲۰۱۹ پخش شد.

## مجری‌های اصلی
| نام          | فصل       | منابع             |
| ------------ | --------- | ----------------- |
| پارک نا ره   | ۱ – اکنون | [ ۳ ] [ ۴ ] [ ۵ ] |
| چوی هوا جونگ | ۱ – ۲     |                   |
| کیم سوک      | ۳ – اکنون | [ ۵ ]             |

## مجری‌های ثابت پنلیست
| نام           | فصل       | منابع |
| ------------- | --------- | ----- |
| لی یونگ جین   | ۲         |       |
| چون میونگ هون | ۲         |       |
| هیون وو       | ۲         |       |
| جانگ سو وون   | ۲ – اکنون | [ ۵ ] |
| کیم جه جونگ   | ۲ – اکنون | [ ۵ ] |
| جونگ هیوک     | ۳ – اکنون | [ ۵ ] |

## بازیگران

### فصل ۱
| زوج‌ها                       | قسمت‌ها  | منابع       |
| --------------------------- | ------- | ----------- |
| کیم جونگ مین و هوانگ می نا  | ۱ – ۲۳  | [ ۶ ] [ ۷ ] |
| لی پیل مو و سو سو یون       | ۱ – ۲۳  | [ ۸ ]       |
| کیم جونگ هون و کیم جین آه   | ۱ – ۲۳  | [ ۹ ]       |
| دی جی کو و اوه جی هه        | ۱ – ۲۳  | [ ۱۰ ]      |
| جونگ یونگ جو و کیم سونگ وون | ۱۴ – ۲۳ | [ ۱۱ ]      |
| گو جو وون و کیم بو می       | ۱۶ – ۲۳ | [ ۱۲ ]      |

### فصل ۲
| زوج‌ها                       | قسمت‌ها  | منابع         |
| --------------------------- | ------- | ------------- |
| جانگ وو هیوک                | ۱ – ۲   | [ ۱۳ ]        |
| گو جو وون و کیم بو می       | ۱ – ۱۶  | [ ۱۴ ] [ ۱۵ ] |
| اوه چانگ سوک و لی چه اون    | ۱ – ۱۶  | [ ۱۶ ]        |
| لی هیونگ چول و شین جو ری    | ۱ – ۱۶  | [ ۱۷ ]        |
| چون میونگ هون و جو هی کیونگ | ۱ – ۱۶  | [ ۱۸ ]        |
| سوک هِنگ و لی جونگ هیون      | ۵ – ۱۶  | [ ۱۹ ]        |
| لی جه هوانگ و یو دا سوم     | ۱۲ – ۱۶ | [ ۲۰ ]        |

### فصل ۳
| بازیگران    | قسمت‌ها | منابع  |
| ----------- | ------ | ------ |
| لی جه هوانگ | ۱ – ۸  | [ ۲۱ ] |
| کانگ دو     | ۱ – ۸  | [ ۲۱ ] |
| جونگ جون    | ۱ – ۸  | [ ۲۱ ] |
| یون جونگ سو | ۱ – ۸  | [ ۲۱ ] |
| پارک جین وو | ۱ – ۸  | [ ۲۱ ] |

## آمار بینندگان
- در جدول‌های زیر، اعداد قرمز بیشترین رتبه‌بندی و اعداد آبی کمترین رتبه‌بندی را نشان می‌دهند.

| ۲۰۱۸ – ۲۰۱۹ | ۲۰۱۸ – ۲۰۱۹     | رتبه‌بندی نیلسن |
| قسمت        | تاریخ پخش اصلی  | رتبه‌بندی نیلسن |
| ----------- | --------------- | -------------- |
| ۱           | ۱۶ سپتامبر ۲۰۱۸ | ۱٫۴۵۰٪         |
| ۲           | ۲۳ سپتامبر ۲۰۱۸ | ۱٫۱۰۱٪         |
| ۳           | ۳۰ سپتامبر ۲۰۱۸ | ۲٫۰۳۸٪         |
| ۴           | ۴ اکتبر ۲۰۱۸    | ۱٫۷۷۱٪         |
| ۵           | ۱۸ اکتبر ۲۰۱۸   | ۲٫۵۶۴٪         |
| ۶           | ۲۵ اکتبر ۲۰۱۸   | ۲٫۷۵۴٪         |
| ۷           | ۱ نوامبر ۲۰۱۸   | ۲٫۸۳۳٪         |
| ۸           | ۸ نوامبر ۲۰۱۸   | ۳٫۷۴۸٪         |
| ۹           | ۱۵ نوامبر ۲۰۱۸  | ۳٫۸۷۸٪         |
| ۱۰          | ۲۲ نوامبر ۲۰۱۸  | ۴٫۲۹۵٪         |
| ۱۱          | ۲۹ نوامبر ۲۰۱۸  | ۴٫۳۷۹٪         |
| ۱۲          | ۶ دسامبر ۲۰۱۸   | ۵٫۱۰۳٪         |
| ۱۳          | ۱۳ دسامبر ۲۰۱۸  | ۴٫۷۵۱٪         |
| ۱۴          | ۲۰ دسامبر ۲۰۱۸  | ۵٫۰۸۰٪         |
| ۱۵          | ۲۷ دسامبر ۲۰۱۸  | ۴٫۹۸۳٪         |
| ۱۶          | ۳ ژانویه ۲۰۱۹   | ۵٫۶۶۹٪         |
| ۱۷          | ۱۰ ژانویه ۲۰۱۹  | ۴٫۶۷۱٪         |
| ۱۸          | ۱۷ ژانویه ۲۰۱۹  | ۵٫۴۸۷٪         |
| ۱۹          | ۲۴ ژانویه ۲۰۱۹  | ۴٫۶۲۷٪         |
| ۲۰          | ۳۱ ژانویه ۲۰۱۹  | ۵٫۸۳۰٪         |
| ۲۱          | ۷ فوریه ۲۰۱۹    | ۵٫۲۵۶٪         |
| ۲۲          | ۱۴ فوریه ۲۰۱۹   | ۵٫۹۲۷٪         |
| ۲۳          | ۲۱ فوریه ۲۰۱۹   | ۵٫۲۶۱٪         |

| ۲۰۱۹ | ۲۰۱۹            | رتبه‌بندی نیلسن |
| قسمت | تاریخ پخش اصلی  | رتبه‌بندی نیلسن |
| ---- | --------------- | -------------- |
| ۱    | ۲۳ مه ۲۰۱۹      | ۳٫۲۴۰٪         |
| ۲    | ۳۰ مه ۲۰۱۹      | ۳٫۶۱۰٪         |
| ۳    | ۶ ژوئن ۲۰۱۹     | ۴٫۱۸۵٪         |
| ۴    | ۱۳ ژوئن ۲۰۱۹    | ۴٫۴۸۴٪         |
| ۵    | ۲۰ ژوئن ۲۰۱۹    | ۴٫۳۲۵٪         |
| ۶    | ۲۷ ژوئن ۲۰۱۹    | ۴٫۴۷۰٪         |
| ۷    | ۴ ژوئیه ۲۰۱۹    | ۴٫۵۸۷٪         |
| ۸    | ۱۱ ژوئیه ۲۰۱۹   | ۴٫۷۷۵٪         |
| ۹    | ۲۵ ژوئیه ۲۰۱۹   | ۵٫۴۴۴٪         |
| ۱۰   | ۱ اوت ۲۰۱۹      | ۴٫۵۸۹٪         |
| ۱۱   | ۸ اوت ۲۰۱۹      | ۴٫۷۰۸٪         |
| ۱۲   | ۱۵ اوت ۲۰۱۹     | ۴٫۷۰۰٪         |
| ۱۳   | ۲۲ اوت ۲۰۱۹     | ۴٫۴۷۶٪         |
| ۱۴   | ۲۹ اوت ۲۰۱۹     | ۳٫۸۹۶٪         |
| ۱۵   | ۵ سپتامبر ۲۰۱۹  | ۴٫۱۶۸٪         |
| ۱۶   | ۱۹ سپتامبر ۲۰۱۹ | ۴٫۰۲۵٪         |

| ۲۰۱۹ | ۲۰۱۹           | رتبه‌بندی نیلسن |
| قسمت | تاریخ پخش اصلی | رتبه‌بندی نیلسن |
| ---- | -------------- | -------------- |
| ۱    | ۲۴ اکتبر ۲۰۱۹  | ۴٫۴۸۵٪         |
| ۲    | ۳۱ اکتبر ۲۰۱۹  | ۴٫۲۱۳٪         |
| ۳    | ۷ نوامبر ۲۰۱۹  | ۴٫۲۶۳٪         |
| ۴    | ۲۱ نوامبر ۲۰۱۹ | ۳٫۶۷۷٪         |
| ۵    | ۲۸ نوامبر ۲۰۱۹ | ۴٫۷۸۱٪         |
| ۶    | ۵ دسامبر ۲۰۱۹  | ۴٫۵۲۴٪         |
| ۷    | ۱۲ دسامبر ۲۰۱۹ | ۴٫۵۹۹٪         |
| ۸    | ۱۹ دسامبر ۲۰۱۹ | ۴٫۶۷۲٪         |